# Estação Vista Alegre

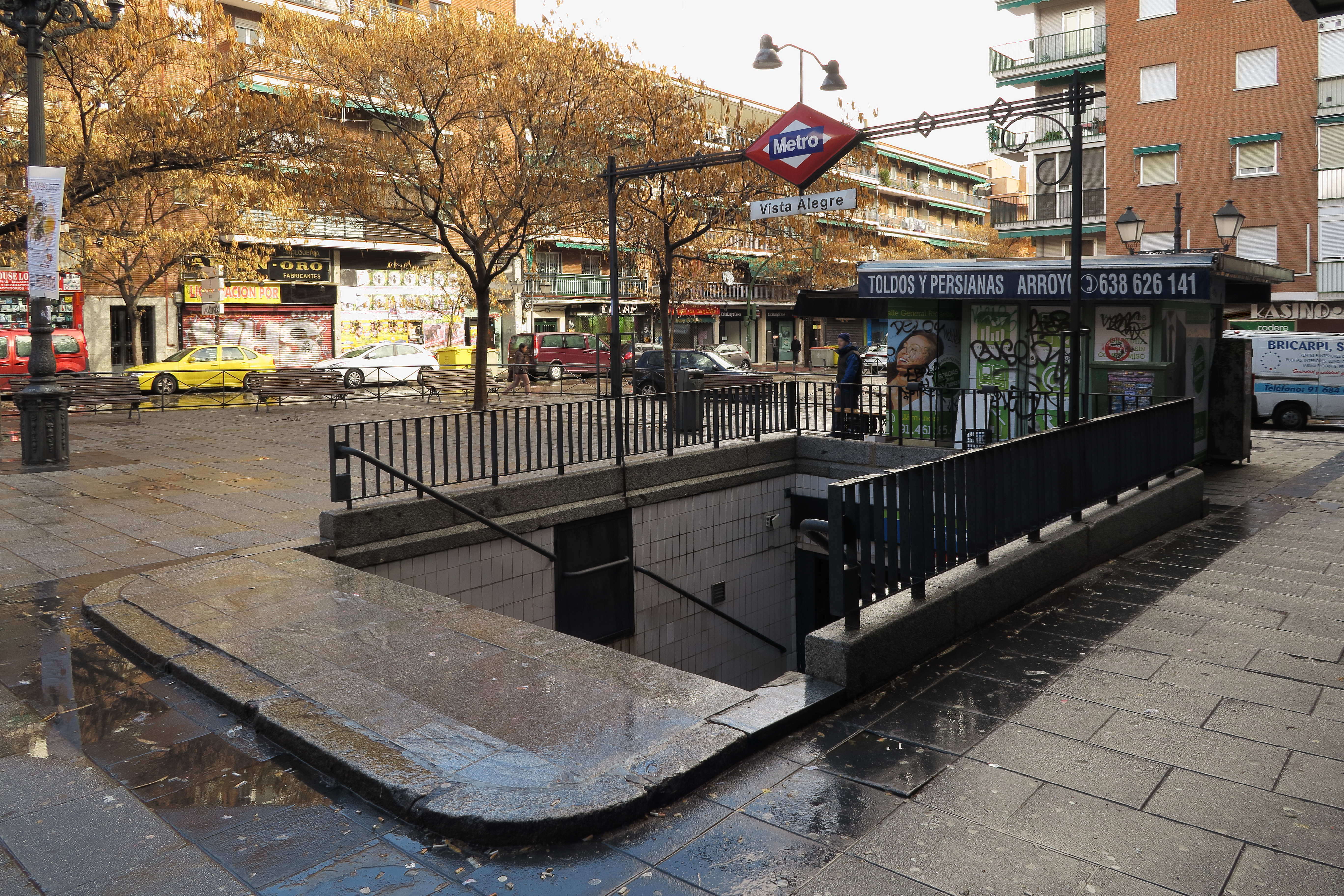
Escadaria de acesso à Estação.

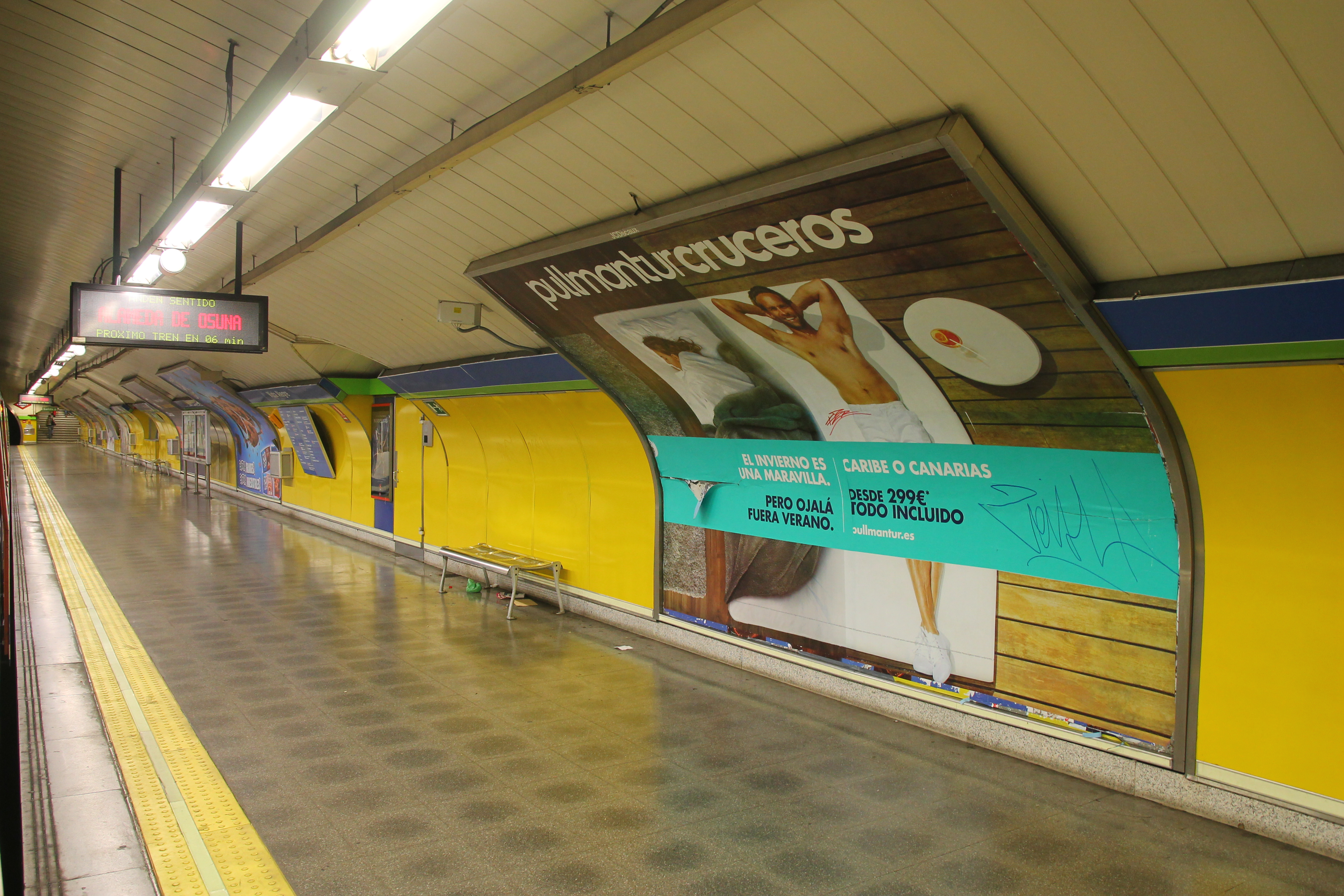
Plataforma de embarque.

Vista Alegre é uma estação da Linha 5 do Metro de Madrid.

## História
A estação foi aberta ao público em 5 de junho de 1968 com a primeira seção da Linha 5 entre as estações Callao e Carabanchel.